# Estación de Salez-Sennwald
La estación de Salez-Sennwald es la principal estación ferroviaria de la comuna suiza de Sennwald, en el Cantón de San Galo.

## Historia y ubicación
La estación de Salez-Sennwald fue inaugurada en 1858 con la apertura del tramo Rheineck - Sargans de la línea férrea Rorschach - Sargans por parte del Vereinigte Schweizerbahnen (VSB). La compañía VSB pasaría a ser absorbida por los SBB-CFF-FFS en 1902.
La estación se encuentra ubicada en el borde norte del núcleo urbano Salez, en el sur de la comuna de Sennwald. Cuenta con dos andenes, uno central y otro lateral a los que acceden dos vía pasantes, a las que hay que sumar otra vía pasante y un par de vías muertas. En norte de la estación existe una derivación a una industria.
En términos ferroviarios, la estación se sitúa en la línea Rorschach - Sargans. Sus dependencias ferroviarias colaterales son la estación de Rüthi hacia Rorschach y la estación de Buchs en dirección Sargans.

## Servicios ferroviarios
Los servicios ferroviarios de esta estación están prestados por SBB-CFF-FFS:

### S-Bahn San Galo
En la estación paran esporádicamente trenes de línea S de la red S-Bahn San Galo, a primera hora de la mañana o por la noche. Estos trenes tienen como destino San Galo o Sargans.